# Bruno Bini
Pour les articles homonymes, voir Bini.
Bruno Bini, né le 1er octobre 1954 à Orléans, est un footballeur français reconverti en entraîneur. Il est le fils de Pierre Bini.

## Biographie

### Entraineur
Il prend en main l'équipe de France féminine le 16 février 2007, en remplacement d'Élisabeth Loisel avec comme objectif la qualification à l'Euro 2009. En phase de qualifications, la France remporte tous ses matchs à l'exception de son opposition contre l'Islande en Islande mais valide sa qualification à l'issue de cette phase en tant que premier du groupe. À l'Euro 2009, la France bat l'Islande 3-1 avant d'être battue 1-5 par l'Allemagne, au dernier match du premier tour la France tient en échec la Norvège 1-1 et se qualifie pour la première fois de son histoire pour le second tour d'un tournoi international. La sélection affronte les Pays-Bas, mais à l'issue d'un match sans but (0-0), elle perd lors de la séance de tirs au but.
Il parvient à qualifier son équipe pour la Coupe du monde 2011, sans concéder un seul but lors de la phase de groupes des éliminatoires. En phase de poule, les Bleues battent le Nigéria et le Canada, ce qui leur permet de se hisser en quart de finale. Elles réussissent l'exploit d'éliminer l'Angleterre aux tirs au but et de se qualifier pour la première fois de leur histoire en demi-finale. Les Bleues ne peuvent rien faire et s'inclinent face aux États-Unis. Ce parcours permet à l'équipe de se qualifier pour les Jeux olympiques de 2012.
Candidate à une médaille olympique, l'équipe de France échoue en demi-finale et termine 4e du tournoi olympique. À la suite de cet échec, des tensions apparaissent dans le groupe France et ses méthodes sont remises en question par certaines cadres de l'équipe.
Néanmoins, il qualifie ensuite l'équipe de France pour l'Euro 2013, où la France partage avec la Suède, pays organisateur l'étiquette de favorites. Le parcours s'arrête en quart de finale après une élimination contre le Danemark.
À la suite de cette élimination, il est démis de ses fonctions de sélectionneur de l'équipe de France féminine le 30 juillet 2013, poste où il est remplacé par Philippe Bergeroo.
Bruno Bini est recruté en septembre 2015 par la fédération chinoise de football pour être le nouveau sélectionneur de l'équipe nationale féminine.
Il est démis de ses fonctions en novembre 2017 remplacé par Siggi Eyjolfsson pour absences de résultats et un management décrié.
Durant la Coupe du monde féminine de football 2019, il est consultant sur Canal+.

## Palmarès entraîneur
- Champion d’Europe -19 ans féminine
  - Vainqueur en 2003
  - Finaliste en 2002

- Champion d’Europe -18 ans féminine
  - Finaliste en 1998
- Coupe des régions
  - Vainqueur de la phase nationale en 2000 avec la Ligue Méditerranée